# 蘭台
蘭台最早為戰國時，楚國的台名，其上建有宮殿。
漢代是漢代宮內藏書之處，由御史中丞控管。
蘭台建於長安（今西安）宮內，有大量藏書，為防火起見，以石室建築。典藏十分丰富。東漢時班固曾為“蘭台令史”，受詔撰史，故後世稱史官為蘭台，稱“御史台”為“蘭台”。刘复、杨终、傅毅、贾逵、孔僖、李尤等人都曾任兰台令史。龙朔二年（662年）曾改秘书省为兰台。